# 야나 예고랸
야나 카라페토브나 예고랸(러시아어: Я́на Карапе́товна Егоря́н, 1993년 12월 20일~)은 러시아의 펜싱 선수로 주 종목은 사브르이다. 2016년 하계 올림픽에서 여자 사브르 개인전과 단체전에서 금메달을 획득하면서 대회 2관왕에 올랐다.